# Городище (Санчурский район)
Городище — село в Санчурском районе Кировской области России. Административный центр Городищенского сельского поселения.

## География
Расстояние до центра р-на (в Санчурске, к левобережной части которого село непосредственно примыкает) — 2 км. Расположено на левом возвышенном берегу реки Большой Кокшаги, в безлесной местности.

## История
Село стоит на трактовой (бывший Галицкий или Старый Казанский тракт) Московской дороге. В прошлом носило также название Успенское («Успенское, Городище тож...»).
Занятия жителей в допромышленную эпоху: ремесла — столярное, кузнечное, шорное, ткацкое, портняжное, чеботарное, малярное, плотницкое; отхожие промыслы.

## Достопримечательности
- Преображенская церковь, каменная, построена в 1802 году (ныне действующая), приход состоял из 22 селений, в селе волостное правление, земская школа (1835).

- Близ села находится довольно глубокое озеро[2].

## Население
Согласно переписи населения 1926 года село — центр Городищенского сельсовета, число жителей 266 чел. (59 хоз-в). Число жителей в 2001 году — 526 чел.
| 2010 |
| ---- |
| 476  |

## Инфраструктура
Ныне в селе расположена центральная усадьба СХПК «Санчурский» (как колхоз организован в 1964 году). Посевная площадь 2, 5 тыс. га, в основном возделываются зерновые культуры: рожь, ячмень, пшеница, овес. Есть медпункт (1951), начальная школа, Дом культуры (1987), библиотека (1987), магазины.